# James Hamilton (1er comte de Clanbrassil)
Pour les articles homonymes, voir James Hamilton et Hamilton.
James Hamilton (14 août 1694 – 17 mars 1758) est un homme politique britannique.

## Biographie
Il est le fils de James Hamilton et l'hon. Anne Mordaunt, la fille de John Mordaunt. Il est député à la Chambre des communes irlandaise pour Dundalk entre 1715 et 1719. Le 13 mai 1719, il est créé baron Clanboye et vicomte de la Ville de Limerick dans la Pairie d'Irlande. Comme ses titres sont dans la pairie irlandaise, il peut siéger à la Chambre des Communes de Grande-Bretagne comme député de Wendover (1735-1741), Tavistock (1741-1747) et de Morpeth (1747-1754). Le 14 avril 1746, il est investi en tant que membre du Conseil privé d'Irlande. Le 24 novembre 1756, il est créé comte de Clanbrassil, également dans la pairie d'Irlande, et par la suite est gouverneur du comté de Louth de 1756 et sa mort en 1758.
Il épouse Lady Harriet Bentinck, fille de Hans Willem Bentinck (1er comte de Portland) et Martha Jane Temple, le 15 octobre 1728. Ils ont deux enfants, James et Anne, qui épouse Robert Jocelyn, 1er comte de Roden. Il est remplacé par son fils unique, James Hamilton (2e comte de Clanbrassil).